# Ehud Goldwasser
Ehud „Udi“ Goldwasser (hebräisch אהוד גולדווסר; * 18. Juli 1975 in Naharija; † Juli 2006) war ein israelischer Soldat. Er wurde am 12. Juli 2006 durch die Hisbollah an Israels Nordgrenze zusammen mit Eldad Regev gefangen genommen und starb vermutlich kurz darauf. Die Gefangennahme war Mitauslöser für den Libanonkrieg 2006, bei dem insgesamt über 1500 Menschen getötet wurden. Im Juli 2008 wurden Goldwassers und Regevs Leichname im Rahmen eines großen Gefangenenaustauschs mit der Hisbollah nach Israel rückgeführt.

## Leben
Goldwasser lebte in Naharija. Er arbeitete am Technion, der Technischen Universität Israels, wo er ein Diplom im Bereich Umweltingenieurwesen erhielt. Als Jugendlicher lebte Goldwasser mit seinen Eltern und seinen beiden Brüdern in Südafrika. Er war verheiratet. Zum Zeitpunkt seiner Entführung diente er als Reservist in der israelischen Armee, in einem Stabsfeldwebel entsprechenden Rang.

## Entführung und Tod
Östlich des israelischen Ortes Sar’it in unmittelbarer Nähe zur libanesischen Grenze attackierte am Morgen des 12. Juli 2006 ein rund 40 Kämpfer umfassendes Hisbollah-Kommando zwei gepanzerte Militärfahrzeuge einer Grenzpatrouille der Israelischen Streitkräfte. Dabei töteten die Angreifer drei der sieben Soldaten, deren Leichen sie zurückließen, und verschleppten Goldwasser und Regev in den Libanon. Zwei israelische Soldaten aus demselben Fahrzeug wie die Entführungsopfer konnten sich unmittelbar nach dem ersten Beschuss verstecken und überlebten. Gemäß der Hannibal-Direktive reagierte Israel auf die Entführung seiner Soldaten mit massivem Beschuss von Hisbollah-Positionen. Der Kommandeur der für die Grenzüberwachung zuständigen Division schickte unmittelbar nach Meldung der Entführung durch seine Truppen einen Panzer in den Libanon, dessen vierköpfige Besatzung noch am selben Tag bei der Explosion einer Bombenfalle getötet wurde. Ein zur Bergung der Toten und des zerstörten Panzers geschicktes Kontingent geriet unter heftigen Beschuss, wobei schließlich der achte israelische Soldat im Rahmen der Hisbollah-Operation starb.
Die Hisbollah nannte den Angriff „Operation Gehaltenes Versprechen“ und begründete ihn damit, dass Israel eine Vereinbarung über die Entlassung inhaftierter Kämpfer nicht eingehalten habe, und der Hisbollah somit keine andere Wahl geblieben sei. 2012 veröffentlichte die Hisbollah über einen libanesischen Fernsehsender erstmals Videoaufnahmen des Angriffs ihrer Kämpfer auf das Militärfahrzeug mit Goldwasser und Regev. 2016 folgte eine ausführlichere Fernsehsendung mit weiteren Details, unter anderem mit Vorbereitungsmaßnahmen der Hisbollah-Kämpfer unter Anleitung von Imad Mughniyya und Tonaufnahmen des Funkverkehrs der israelischen Soldaten.
Die Gefangennahme der beiden Soldaten, um Israel damit zu einem Gefangenenaustausch zu zwingen, wurde von der Menschenrechtsorganisation Human Rights Watch als Geiselnahme und Kriegsverbrechen eingestuft.
Auf Bitte der israelischen Regierung sowie des UN-Generalsekretärs Kofi Annan übernahm der deutsche BND-Agent Gerhard Conrad die Vermittlung zwischen Israel und der Hisbollah.
Am 29. Juni 2008 erklärte Premierminister Ehud Olmert, dass Ehud Goldwasser und Eldad Regev nahezu sicher tot seien. Eine offizielle Bestätigung erfolgte erst zum Zeitpunkt der Rückführung zwei Wochen später. Nach israelischen Angaben sollen Goldwasser und Regev kurz nach ihrer Gefangennahme an den Folgen der im Gefecht erlittenen Schussverletzungen gestorben sein, was ihre Obduktion belegt habe. Der libanesische Gesundheitsminister Ali Hassan Khalil gab dagegen 2011 unter Berufung auf einen Hisbollah-Funktionär an, die Gefangenen seien durch israelisches Luftbombardement ums Leben gekommen.

## Öffentlichkeitskampagne der Familien
Nach Bekanntwerden der Entführung starteten Goldwassers und Regevs Familien eine nationale und internationale Kampagne zur Befreiung der Soldaten. Bei einer Pressekonferenz in Paris sprach sich Goldwassers Mutter im Juli 2006 gegen den Libanonkrieg aus, zu dessen Rechtfertigung die israelische Regierung unter anderem die Entführung genannt hatte. Goldwassers Ehefrau Karnit wurde unter anderem von Nicolas Sarkozy, Bernard Kouchner, Hillary und Bill Clinton, Tony Blair, Romano Prodi, Kofi Annan und Papst Benedikt XVI. empfangen. Bei einer Pressekonferenz des iranischen Staatspräsidenten Mahmud Ahmadinedschad in New York anlässlich seiner Teilnahme an der UN-Generalversammlung im September 2007 ergriff sie das Wort und machte ihn für die Entführung ihres Mannes verantwortlich. Die Regisseurin Nurit Kedar widmete ihr den Dokumentarfilm Chronicle of a Kidnap (Kronika Shel Chatifa). Ihre durch die Öffentlichkeitskampagne erlangte Berühmtheit nutzte Karnit Goldwasser 2013 als erfolgreiche Kandidatin für den Stadtrat von Tel Aviv, 2011 für ein Buch, mit dem sie ihre Erfahrungen verarbeitete, sowie für Vortragsreisen in den USA.

## Austausch und Rückführung
Im Rahmen eines Gefangenenaustauschs zwischen Israel und der Hisbollah im Oktober 2007 übergab die libanesische Seite laut arabischen Medienberichten wichtige Informationen zu Goldwasser und Regev, um deren Austausch zu diesem Zeitpunkt noch verhandelt wurde. Am 16. Juli 2008 wurden die sterblichen Überreste der beiden Soldaten schließlich als Bestandteil einer größeren Übereinkunft an Israel übergeben. Israel entließ im Gegenzug die drei Hisbollah-Mitglieder Maher Kourani, Mohammed Srour und Hussein Sleimane, den als Unterstützer festgehaltenen Khader Sidan, die alle im Libanonkrieg 2006 festgenommen worden waren, sowie den verurteilten Terroristen Samir Kuntar und übergab die Leichen von rund 200 Arabern, die in Auseinandersetzungen mit dem israelischen Militär gefallen waren, darunter acht Hisbollah-Mitglieder. Sleimane war im September 2006 vor einem israelischen Zivilgericht wegen Beteiligung an der Operation angeklagt worden, die Goldwassers und Regevs Entführung zur Folge hatte. Kuntars Freilassung war in Israel umstritten: Er hatte 1979 als 16-Jähriger als Teil eines aus dem Libanon nach Israel eingedrungenen palästinensischen Terrorkommandos einen Zivilisten und dessen vierjährige Tochter entführt und ermordet, war während seiner fast 30-jährigen israelischen Haft von der Hisbollah aufgenommen worden und wurde bei seiner Rückkehr in den Libanon wie ein Volksheld empfangen. Er wurde 2015 bei einem mutmaßlich von israelischen Flugzeugen ausgeführten Raketenangriff auf sein Wohnhaus in Damaskus gemeinsam mit acht Syrern getötet. Als Teil des verhandelten Austauschs übergab die Hisbollah Israel außerdem einen eigenen Untersuchungsbericht zum Schicksal des verschollenen Luftwaffenoffiziers Ron Arad, sowie zwei Fotos und Teile eines von ihm geführten Tagebuchs aus seiner Haftzeit.
Goldwasser wurde einen Tag nach dem Gefangenenaustausch unter großer Anteilnahme der israelischen Gesellschaft auf dem Militärfriedhof in Naharija beigesetzt. Zuvor war er posthum zum Oberstabsfeldwebel befördert worden. Im Rahmen der Beerdigung erinnerte seine Mutter an seine Ideale, zu denen auch seine Ablehnung der israelischen Besiedlung der besetzten Palästinensergebiete gehört hätten.